# Пеллегрини-Скарамучча, Луиджи
Луиджи Пеллегрини-Скарамучча (итал. Luigi Pellegrini Scaramuccia, 3 декабря 1616[…], Перуджа — 3 августа 1680[…], Милан) — итальянский живописец и художник-биограф эпохи барокко. Вместе с Джованни Доменико Черрини был учеником художника Гвидо Рени.

## Биография
Родился в Перудже в семье художника Джованни Антонио Скарамуччи и его жены Дианоры. Оставил картины по всему полуострову, включая Рим, Болонью и Милан. Его книга «Le Finezze de’ pennelli italiani» стала одним из первых сборников биографий художников эпохи барокко из Болоньи и Милана (опубликована в 1674 году в Павии). Написанный под псевдонимом отчёт о путешествиях по Италии был, по-видимому, в значительной степени плагиатом у предшествующих биографов, в том числе у Рафаэля Трише дю Френа в его предисловии к трактату Леонардо да Винчи в 1651 году.

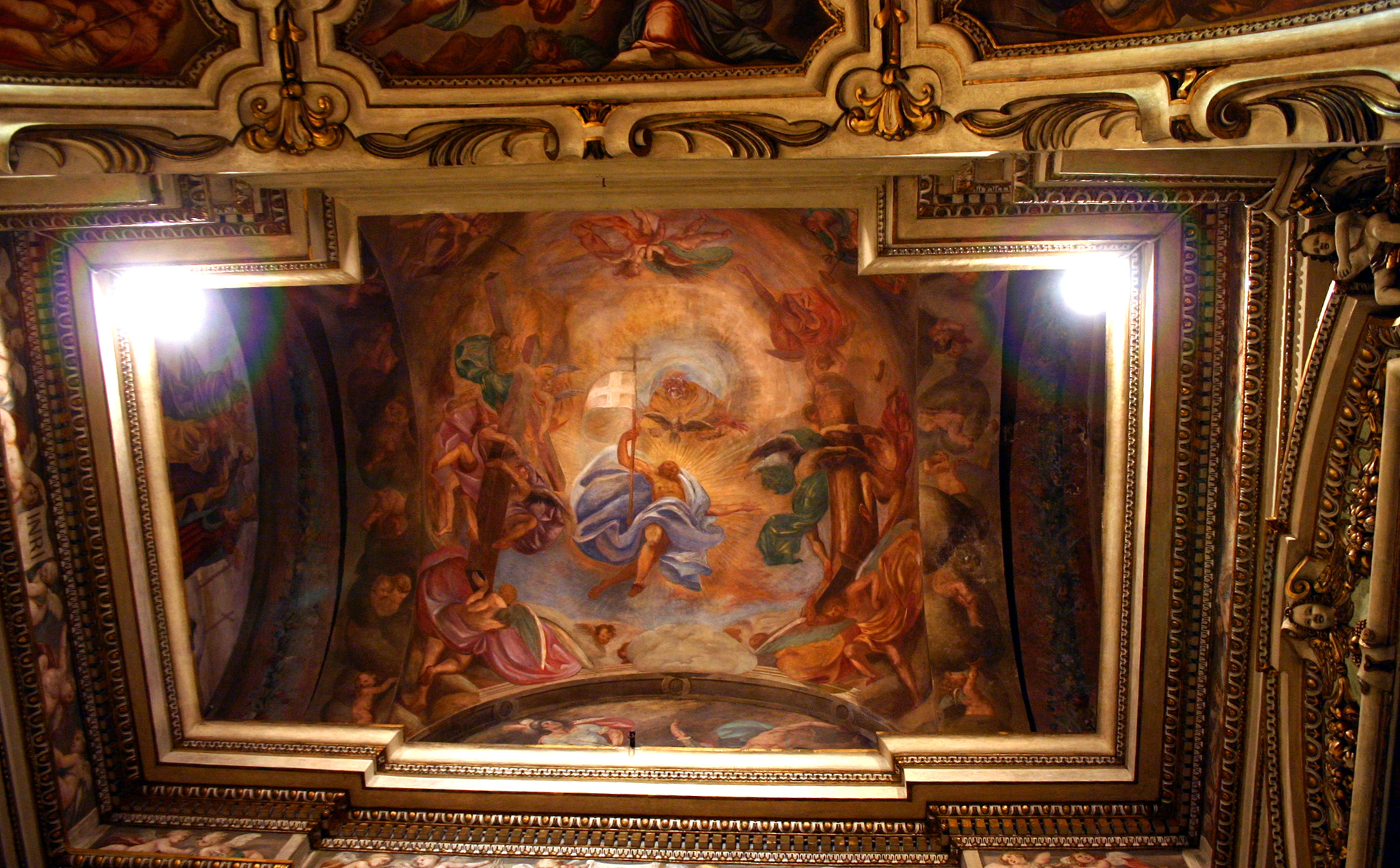
Луиджи Пеллегрини-Скарамучча, Воскрешение Христа. Милан, Сан-Марко.

В живописи Пеллегрини-Скарамучча работал под руководством Карло Чиньяни и вместе с Лоренцо Пазинелли, Джироламо Бонини и Джованни Мария Галли-Бибиена над фреской, украшающей Зал Фарнезе в Палаццо д’Аккурсио (ныне ратуша) в Болонье.
Он также написал в 1670 году полотно «Федерико Борромео посещает дом прокажённых во время чумы 1630 года» для библиотеки Амброзиана в Милане; оно было частью большого проекта, продвигаемого Антонио Буской, по украшению Accademia Ambrosiana работами в честь основателя Федерико Борромео. Работы напоминают большой Квадрони Святого Карла Борромея, написанный о жизни Карло Борромео для Миланского собора. Другими художниками в этом проекте были Амброджо Безоцци, Чезаре Фьоре, Андреа Ланцани и сам Антонио Буска. В галерее Брера есть портрет Скарамуччи, написанный его другом Франческо Каиро. Одним из его учеников был Андреа Ланцано из Сан-Коломбано.